# Tools of Destruction
Tools of Destruction è il terzo album in studio del gruppo musicale finlandese Thunderstone.

## Tracce
1. Tool of the Devil – 4:02
2. Without Wings – 4:43
3. Liquid of the Kings – 5:59
4. I Will Come Again – 4:28
5. Welcome to the Real – 6:34
6. The Last Song – 4:19
7. Another Time – 3:39
8. Feed the Fire – 4:42
9. Weight of the World – 5:52
10. Land of Innocence – 8:08

## Riferimenti dei testi
- La canzone Land of Innocence, così come tutto l'album in generale, è dedicata a Dimebag Darrell[1].

## Formazione
- Pasi Rantanen - voce
- Nino Laurenne - chitarra, backing vocals
- Titus Hjelm - basso, backing vocals
- Kari Tornack - tastiere
- Mirka Rantanen - batteria